# Chemicals
Chemicals  es el primer EP de la banda de metal cristiano Love and Death. Welch reveló que sería la liberación de una versión de la canción "Whip It" de Devo y un remix de "paralizado" por Har Meggido. El video musical de "Chemicals" se estrenó 7 de mayo de 2012 en la banda VEVO. The espera lanzar su primer álbum de larga duración, "Between Here And Lost", el 6 de noviembre de 2012 con registros Tooth & Nail.

## Lista de canciones
Toda la música compuesta por Brian "Head" Welch, el Amor y la Muerte (excepto donde se indique lo contrario). 
| N.º | Título                          | Música                                       | Duración |  |
| 1.  | «Paralyzed»                     | Welch, Jasen Rauch                           | 3:43     |  |
| 2.  | «Whip It» (Devo Cover)          | Casele, Mothersbaugh                         | 3:07     |  |
| 3.  | «Chemicals»                     | Welch, Rauch, Mark Holman, Michael Valentine | 3:56     |  |
| 4.  | «Paralyzed (Har Megiddo Remix)» | Welch, Rauch                                 | 3:37     |  |
| 5.  | «Chemicals (Har Megiddo Remix)» | Welch, Rauch, Holman, Valentine              | 4:35     |  |

## Listas musicales
| Título      | Año  | Mejor posición    | Mejor posición   | Álbum               |
| Título      | Año  | Billboard Hot 100 | Billboard charts | Álbum               |
| ----------- | ---- | ----------------- | ---------------- | ------------------- |
| "Chemicals" | 2012 | 6                 | 4                | Between Here & Lost |

## Personal
- Brian "Head" Welch – Guitarra, Vocalista principal
- Michael Valentine – bajo, coros
- JR Bareis – Guitarra líder, coros
- Dan Johnson – batería